# Забастовка в Гривице (1933)
Забастовка в Гривице — забастовка румынских железнодорожников в 1933 году, подавленная румынскими войсками.

## Предыстория
В конце 1920-х годов экономика Румынии находилась в кризисном состоянии, которое сопровождалось высоким уровнем социальной напряженности. Так, в 1929 году количество забастовок вдвое превысило соответствующие показатели 1927 и 1928 годов. Наиболее известной стачкой в этом периоде является забастовка шахтёров в Лупени в 1929 году.
После начала Великой депрессии, румынское правительство начала политику «жёсткой экономии», в результате которой доходы рабочих снизились примерно на 25%.

## Ход забастовки

Эмблема профсоюза железнодорожников (Uniunea Sindicatelor C.F.R)

Забастовка железнодорожников Гривицы (район Бухареста) началась 28 января 1933 года как реакция на решение дирекции Румынских железных дорог об уменьшении заработной платы. В стачке участвовало около 5 тысяч работников. Бастующими был избран забастовочный «комитет действия» и сформулированы требования к администрации РЖД (прекращение снижения зарплаты и увеличение её на 40%, прекращение увольнений, признание «комитета действия»). Под давлением бастующих, дирекция железной дороги обещала выполнить требования работников. 31 января рабочие остановили работу на 4 часа. 2 февраля, по призыву Коммунистической партии Румынии, 7 тысяч рабочих железнодорожных мастерских в Гривице прекратили работу.
Стремясь подавить забастовку, румынское правительство ввело осадное положение и запретило ряд революционных организаций. В ночь с 14 февраля на 15 февраля румынскими правоохранительными органами были произведены задержания членов стачечного комитета и деятелей Коммунистической партии Румынии, в том числе Георге Георгиу-Дежа. 15 февраля, после ареста активистов, 7 тысяч рабочих из Гривицы оккупировали железнодорожные мастерские. 
Утром 16 февраля румынские войска окружили занятые работниками мастерские и начали штурм предприятия. В результате штурма погибло 7 рабочих, от 15 до 54 получили ранения, от 160 до 2 тысяч были арестованы. Также, погибло 2 военнослужащих и охранник.

## Итоги

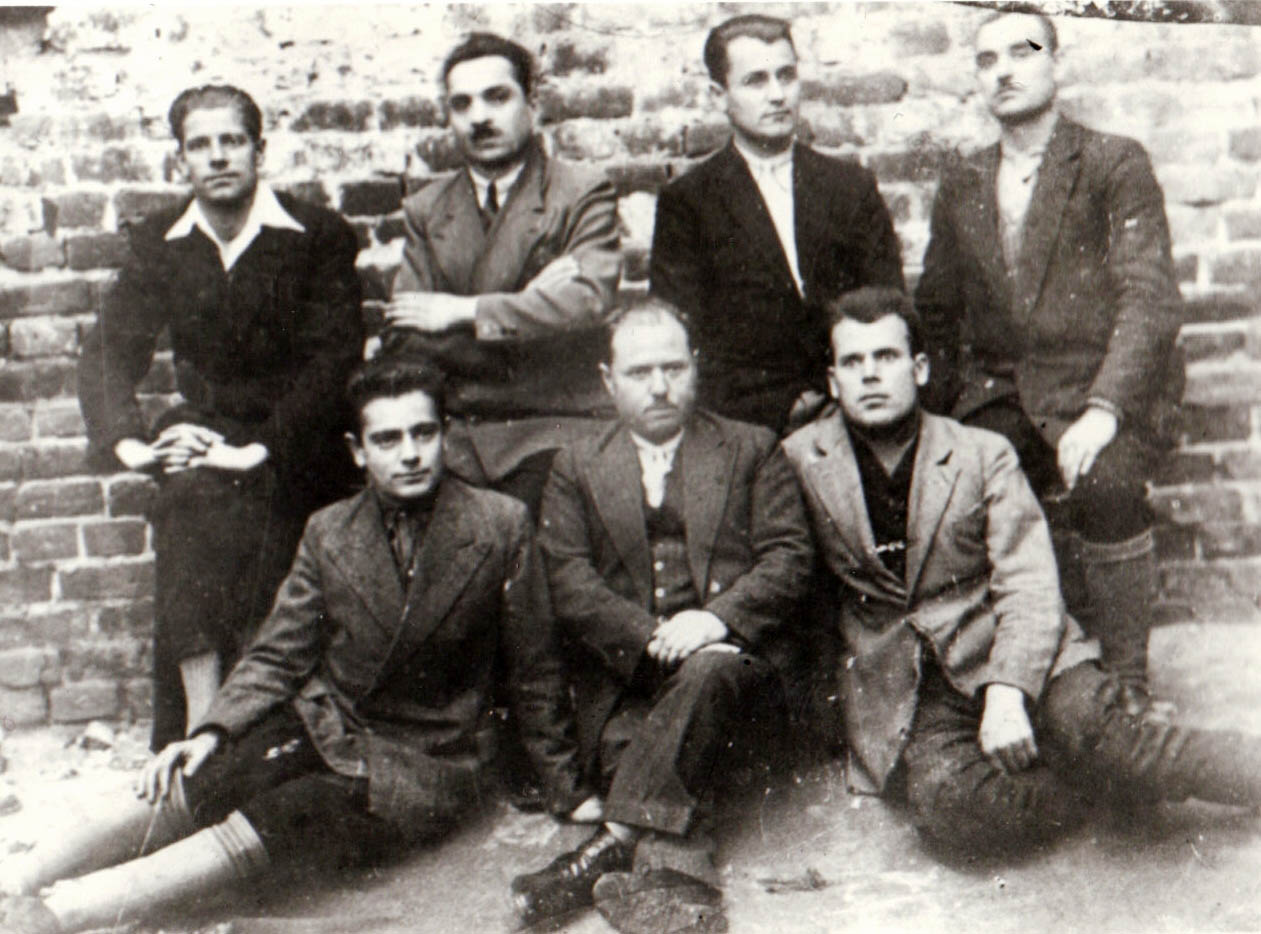
Коммунистические активисты, судимые за организацию забастовки в Гривице, в тюрьме Крайовой

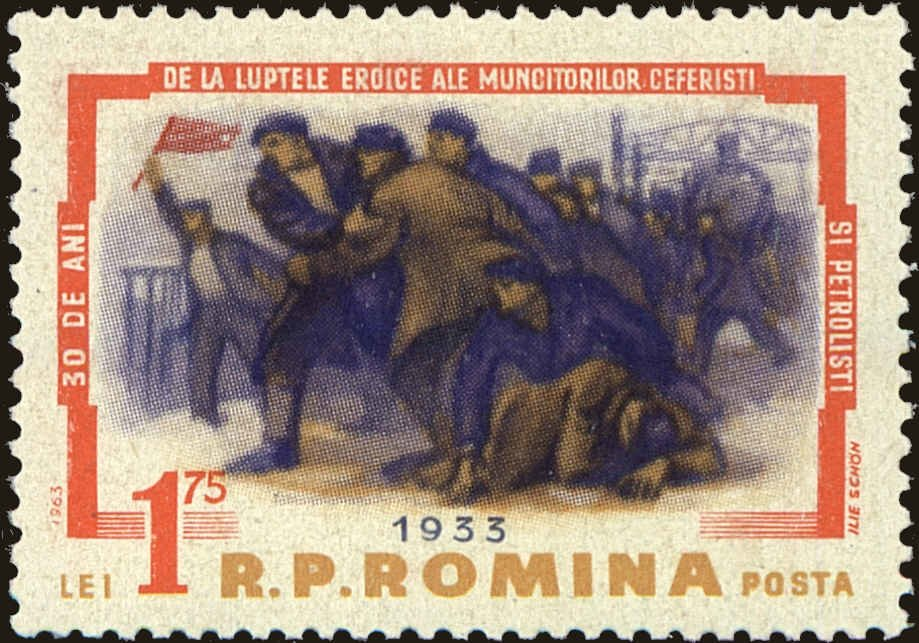
Марка СРР, посвящённая 30-летию стачки

Забастовка была подавлена силовыми методами, требования работников не были выполнены. Организаторы забастовки, в том числе будущие лидеры коммунистической Румынии Георге Георгиу-Деж и Киву Стойка, а также будущий французский троцкист Давид Корнер, были приговорены к различным срокам заключения и каторжных работ.

## Память
В Румынской Народной Республике события в Гривице использовались для пропаганды коммунистических идей. Забастовка железнодорожников также отмечалась в программе Румынской коммунистической партии как продемонстрировавшая «рост революционного сознания и боевого духа рабочего класса, повышение способности партии организовать пролетариат и руководить им».
Героем стачки в Гривице стал убитый в ходе штурма 19-летний рабочий Василе Роайтэ. Во времена правления Георгиу-Дежа в честь Роайтэ были названы населенные пункты, улицы, школы, больницы. Во время президентства Чаушеску объекты, названные в честь Роайтэ, начали переименовывать. 